# Aiden Wilson Tozer
Aiden Wilson Tozer, född 21 april 1897, död 12 maj 1963, var en amerikansk pastor, mystiker och profetgestalt inom "Christian and Missionary Alliance". Han har blivit något av en ikon inom evangelikal mystik.
Tozer var en självlärd teolog, med ett mäktigt personligt bibliotek. Hans bildning var ovanlig för den tidens frikyrkopastorer, han kände väl till gamla medeltida katolska teologer och mystiker. Han var inspirerad främst av helgelserörelsen och dess A.B.Simpson, som var hans andlige fader, om vilken han också skrev en biografi.
Tozer var mycket kritisk till frikyrklighetens förvärldsligande i mitten av seklet. Och han tålde inte den karismatiska rörelsen. Han var för ett stilla, kontemplativt liv i radikal kristusefterföljelse, och hade inget till övers för ytliga hallelujastämningar. Däri liknar han mycket på Sveriges Emil Gustafson.
Han var också en asket, och ägde aldrig bil. Han var en bönens man, vars predikan andades bön.
Hans viktigaste bok, "The pursuit of God" (sv. övers. Gudslängtan) har blivit något av en andlig klassiker. Den är mättad av kvietismens och radikalpietismens mystik, och hänvisar stundom till katolska mystiker, vilket även hans övriga böcker gör.
Han har fått en del hängivna lärjungar i yngre generationer, bland andra indiern Zac Poonen, dansken Poul Madsen och finnen Paavo Hiltunen.